# Бореску, Константин
Константин Бореску (рум. Constantin Z. Boerescu; 22 августа 1854, Куртя-де-Арджеш, Валахия — 11 февраля 1915, Бухарест, Королевство Румыния) — румынский военачальник, дивизионный генерал.

## Биография
Сын преподавателя латыни и богословия, участника революции 1848 года в Трансильвании. Окончил школу для военных сыновей (Яссы) (теперь Высшая военная школа в Яссах), затем Военную пехотно-кавалерийскую школу в Бухаресте, по окончании которой в 1875 году получил звание подпоручика.
Подпоручиком 4-й роты инженерного батальона участвовал в Войне за независимость Румынии (1877—1878), занимался фортификационными работами в Барбоши (Галац), в Калафате, в Корабии, а затем в Плевене. Позже выполнял инженерные работы в Оряхово, Лом-Паланке, Видине и Питешти. Был направлен на строительство фортов «Бухарестской цитадели» и кольцевой железной дороги Бухареста.
В 1895—1896 годах служил командиром «Школы военных сыновей» в Крайове, командиром 6-го пехотного полка «Михай Витязул» (1896—1903) и командиром 17-й пехотной бригады (1903—1910). В 1902—1903 годах — президент «Военного кружка» в Бухаресте.
Вышел в отставку из действующих рядов армии в 1910 году.
Участник Второй Балканской войне в качестве командира 5-й резервной пехотной дивизии (1-й армейский корпус). В 1913 году получил звание дивизионного генерала — самое высокое звание в военной иерархии того времени.
Автор ряда публикаций.

## Избранные работы
- Несколько слов о военной телеграфии капитана К. З. Бореску, «Revista Armatei», 1883
- Армейские маневры . 1890
- Сосредоточения и маневры осени 1891 г. Действия 8-й пехотной бригады , 1891
- Слово в пользу введения ночных учений в нашей армии , Бухарест, 1891
- Конференции по сербско-болгарской войне 1885 года. Стратегическое и тактическое исследование действий воюющих армий, Бухарест, 1892
- Исследование некоторых актуальных тактических вопросов , Бухарест, 1893
- История укреплений, Крайова, 1896
- Маневры 17-й пехотной бригады осенью 1903 года , Бухарест, 1904
- Истинные уроки, извлеченные из последних войн" , Бухарест, 1905
- Как русские и японцы воевали в Маньчжурской войне . Анализ выполненных операций и уроки, которые можно было из них извлечь, Бухарест, 1906
- Отчёт об учебной поездке, проведенной 17-й пехотной бригадой в 1909 году на севере Добруджи . Бухарест, 1910
- Отчёты генерала К. З. Бореску о сосредоточении и маневрировании 17-й смешанной бригады осенью 1909 года . Бухарест, 1910
- Воспоминания о кампании 1877—1878 годов , Бухарест, 2003

## Военная карьера
- Подпоручик (1875),
- капитан (1882),
- майор пехоты (1888),
- подполковник (1893),
- полковник (1898),
- Бригадный генерал (1906),
- Генерал-майор запаса (1913)

## Награды
- Орден «Воинская доблесть» в золоте,
- Медаль защитников независимости,
- Крест «За переход через Дунай» ,
- Медаль «В память русско-турецкой войны 1877—1878» ,
- Орден Звезды Румынии трижды ,
- Орден «Святой Александр» ,
- Медаль «Авантул Шарий» и др